# Рудні елементи
Рудні елементи (рос. рудные элементы, англ. ore chemical elements; нім. Erzgrundstoffe m pl) — хімічні елементи, що є основним компонентом рудотвірних мінералів. Накопичуються на геохімічних бар'єрах, вивільнюючись з мобільних середовищ (магматичних розплавів, гідротермальних газів, підземних і поверхневих вод).